# Andy Lee (Snookerspieler)
Andy Lee (* 27. November 1980 in Hinckley, Vereinigtes Königreich; chinesischer Name Lee Chun Wai (chinesisch 李俊威, Pinyin Lǐ Jùnwēi)) ist ein englisch-chinesischer Snookerspieler. Da seine Eltern aus Hongkong eingewandert waren, trat er ab 2012 unter der Flagge der autonomen chinesischen Region an. 2008 wurde er erstmals Profi und zwischen 2018 und 2024 spielte er weitere vier Jahre auf der World Snooker Tour.

## Karriere

### Frühe Jahre und erste Profisaison
Andy Lee begann mit 10 Jahren in seiner Heimatstadt Hinckley mit dem Snookerspielen. Später spielte er im benachbarten Leicester in Willie Thornes Club mit Nachwuchstalenten wie Mark Selby und Tom Ford. Mit 18 Jahren nahm er erstmals an einer Qualifikationsrunde für Amateure bei der Weltmeisterschaft teil. Zu seinen größten Jugenderfolgen gehörte 2000 das Erreichen des englischen U21-Finals und anschließend die Teilnahme an der U21-Weltmeisterschaft. Seine Profiambitionen erfüllten sich erst einmal nicht und so schloss er erst ein Wirtschaftsstudium (BBA) an der De Montfort University in Leicester ab.
Erst danach versuchte er es erneut mit dem Profisnooker und spielte die Challenge Tour 2003/04, um sich für die Profitour zu qualifizieren. Doch erst im vierten und letzten Turnier gewann er seine ersten beiden Partien. Im zweiten Anlauf war er schon deutlich erfolgreicher, trotzdem war ein Achtelfinale in den 4 Turnieren als bestes Ergebnis zu wenig. In der Saison 2006/07 gab es die Pontin’s International Open Series mit 8 Qualifikationsturnieren und da war er schon deutlich erfolgreicher. Im ersten Turnier erreichte er das Halbfinale und verlor dann gegen Kurt Maflin. Ihn besiegte er im vierten Turnier und kam bis ins Viertelfinale. Allerdings verlor er auch dreimal sein Auftaktspiel und in der Gesamtwertung erreichte er nur Platz 18 bei 8 Qualifikationsplätzen. Im folgenden Jahr kam er mit drei Achtelfinalergebnissen nur auf Platz 32. Er ergriff aber 2008 eine weitere Möglichkeit sich zu qualifizieren: das Play-off-Turnier des englischen Verbands für eine der beiden nationalen Tourwildcards. Dort erreichte er tatsächlich das Finale und wurde mit einem Sieg über Adam Duffy zum Profi.

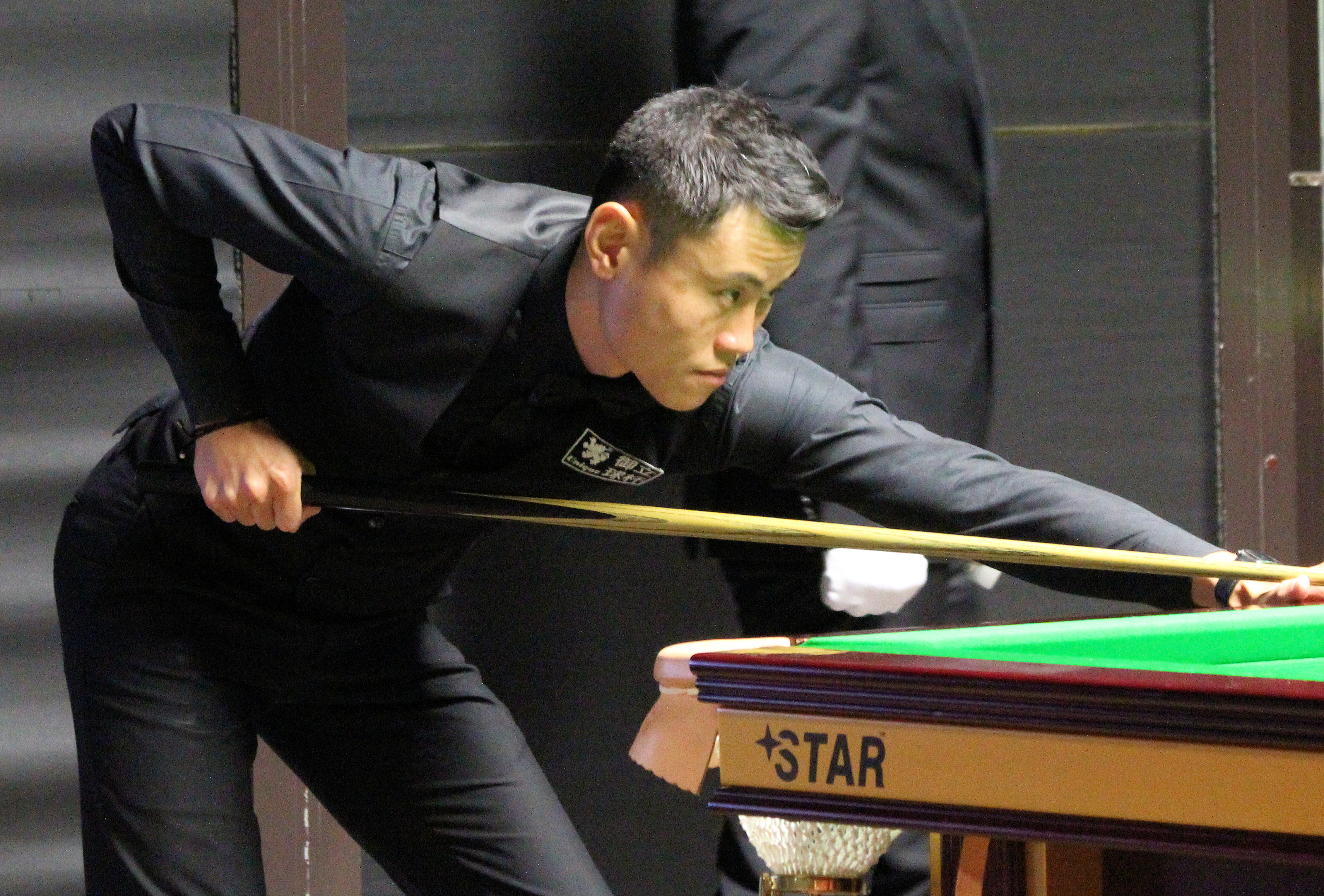
Paul Hunter Classic 2018

Die Profisaison 2008/09 begann Lee zwar mit einer Auftaktniederlage, beim Shanghai Masters besiegte er aber Rodney Goggins und Martin Gould und erreichte zum ersten Mal die Runde der Letzten 64. Dies gelang ihm auch beim Grand Prix und bei den China Open. Bei allen anderen Turnieren verlor er aber jeweils schon das erste Spiel. Insbesondere bei den höherwertigen Turnieren, der UK Championship und der Weltmeisterschaft, vergab er viele Punkte für die Weltrangliste. Als 83. von 96 Spielern in der Endabrechnung konnte er seinen Main-Tour-Platz nicht halten.

### Wechsel nach Hongkong und weitere späte Profijahre
Danach unternahm er keinen neuen Anlauf auf die Profitour, auch weil beim Profisnooker zu der Zeit zu wenig zu verdienen war, um davon zu leben. Stattdessen nahm er das Angebot des Hong Kong Sports Institute an, in die chinesische Sonderverwaltungszone zu ziehen und im Gegenzug für finanzielle Unterstützung für die Heimatstadt seiner Eltern zu spielen. Als 2010 die Players Tour Championship eingeführt wurde, nahm er an den englischen und einem Teil der europäischen Pro-Am-Turniere (für Amateure offene Profiturniere) teil. Er erreichte zwar mehrmals die Hauptrunde, schied aber fast immer aus, sobald er auf einen Profi traf. 2010 trat er auch bei der Asienmeisterschaft an. Mehr als das Achtelfinale erreichte er aber nicht. Dort war für ihn auch zwei Jahre später bei der Amateurweltmeisterschaft Endstation. Bei der Asienmeisterschaft ein Jahr später kam er bis ins Viertelfinale. Bei der Weltmeisterschaft 2014 gewann er zusammen mit Fung Kwok Wai den Teamwettbewerb für Hongkong. Sie erhielten danach die Auszeichnung als Sports Team of the Year. Danach trat er auch international eine Zeitlang unter seinem chinesischen Namen Lee Chun Wai an. 2017 erreichte er bei der Amateurweltmeisterschaft das Viertelfinale, bei der 6-Red-WM das Halbfinale und bei der 6-Red-Asienmeisterschaft das Finale.
2016 hatte er wieder einen Anlauf aufs Profisnooker über die Q School genommen – jedoch vergeblich – und zwei Jahre später trat er ein weiteres Mal an. Er steigerte sich von Turnier zu Turnier und erreichte im dritten Anlauf sein Gruppenfinale. Durch einen 4:2-Sieg über Kuldesh Johal sicherte er sich mit 37 Jahren 10 Jahre nach seiner ersten Main-Tour-Saison die Teilnahmeberechtigung für die Profiturniere für zwei weitere Jahre. Seine beiden neuerlichen Profijahre waren allerdings geprägt von Niederlagen, denn insgesamt gewann er nicht einmal ein Fünftel seiner Profispiele. Sein bestes Ergebnis war die Teilnahme an einer Runde der letzten 32, die er sowohl bei den Gibraltar Open 2019 als auch bei den Welsh Open 2020 vorweisen konnte. Gewann er darüber hinaus bei anderen Turnieren sein Auftaktspiel, so schied er jeweils in der Runde der letzten 64 aus. Dann beendete die COVID-19-Pandemie und die deshalb verhängten Reisebeschränkungen seine zweite Saison vor der abschließenden WM. Zeitweise zwar auf Rang 91 geführt, am Ende aber nur noch auf dem 104. Platz gelistet, deshalb verlor er nach zwei Saisons seinen Profistatus wieder.
Die Pandemie verhinderte auch zwei Jahre lang seine Teilnahme an der Q School und Lockdowns schränkten zusätzlich die Trainings- und Wettkampfmöglichkeiten für Amateure ein. Erst als sich 2022 die Lage in Europa entspannte, nahm er noch einmal mit inzwischen 41 Jahren an dem Qualifikationsturnier teil. Bereits im ersten Turnier gelang ihm mit Siegen über die Ex-Profis Chris Totten und Kurt Maflin ein idealer Auftakt. Er erreichte das Entscheidungsspiel und durch einen 4:2-Sieg über Luke Simmonds konnte sich Lee die Tourcard für die Saison 2022/23 und 2023/24 sichern.
Seine dritte Teilnahme an der Profitour begann vielversprechend, er gewann anfangs Matches bei fast allen Turnieren und erreichte bei den Northern Ireland Open und der UK Championship Runde 3. Es hielt aber nicht an und in der zweiten Saisonhälfte gelangen ihm kaum noch Siege. Im zweiten Profijahr gelangen ihm erst bei der UK Championship seine ersten beiden und auch seine einzigen beiden Siege. Nachdem er zwischenzeitlich unter den Top 80 der Weltrangliste gewesen war, beendete er seine dritte Profizeit auf Platz 97.

## Erfolge
Ranglistenturniere:
- Runde der Letzten 32: Gibraltar Open (2019), Welsh Open (2020)

Amateurturniere:
- Weltmeister im Team (2014 mit Fung Kwok Wai für Hongkong)

Qualifikationsturniere:
- Qualifikation: Q School (2018 – Turnier 3, 2022 – Turnier 1)